# 1896 dans les parcs de loisirs
| Années des parcs de loisirs : 1893 - 1894 - 1895 - 1896 - 1897 - 1898 - 1899    |
| Décennies des parcs de loisirs : 1860 - 1870 - 1880 - 1890 - 1900 - 1910 - 1920 |

## Les parcs d'attractions

### Ouverture
- Electric Park (en) à Baltimore ( États-Unis)
- Blackpool Pleasure Beach ( Royaume-Uni)
- Waldameer Park ( États-Unis)
- Willow Grove Park ( États-Unis)

## Les attractions

### Montagnes russes
| Nom de l'attraction | Type                     | Constructeur           | Parc              | Pays       |
| ------------------- | ------------------------ | ---------------------- | ----------------- | ---------- |
| Switchback Railway  | Montagnes russes en bois | LaMarcus Adna Thompson | Euclid Beach Park | États-Unis |